# The Sweetest Gift
The Sweetest Gift è il quarto album in studio (il primo natalizio) della cantante statunitense Trisha Yearwood, pubblicato nel 1994.

## Tracce
1. Sweet Little Jesus Boy (Bob MacGimsey) – 2:42
2. Reindeer Boogie (Charlie Faircloth, Hank Snow, Cordia Volkmar) – 2:38
3. Take a Walk Through Bethlehem (Ashley Cleveland, John Barlow Jarvis, Wally Wilson) – 3:49
4. Santa Claus Is Back in Town (Jerry Leiber, Mike Stoller) – 3:00
5. It Wasn't His Child (Skip Ewing) – 3:54
6. Away in a Manger (trad.) – 2:39
7. The Sweetest Gift (James Coats) – 3:02
8. There's a New Kid in Town (Don Cook, Curly Putman, Keith Whitley) – 4:27
9. Let It Snow! Let It Snow! Let It Snow! (Sammy Cahn, Jule Styne) – 2:26
10. The Christmas Song (Mel Tormé, Robert Wells) – 3:58